# Kurt Duwe

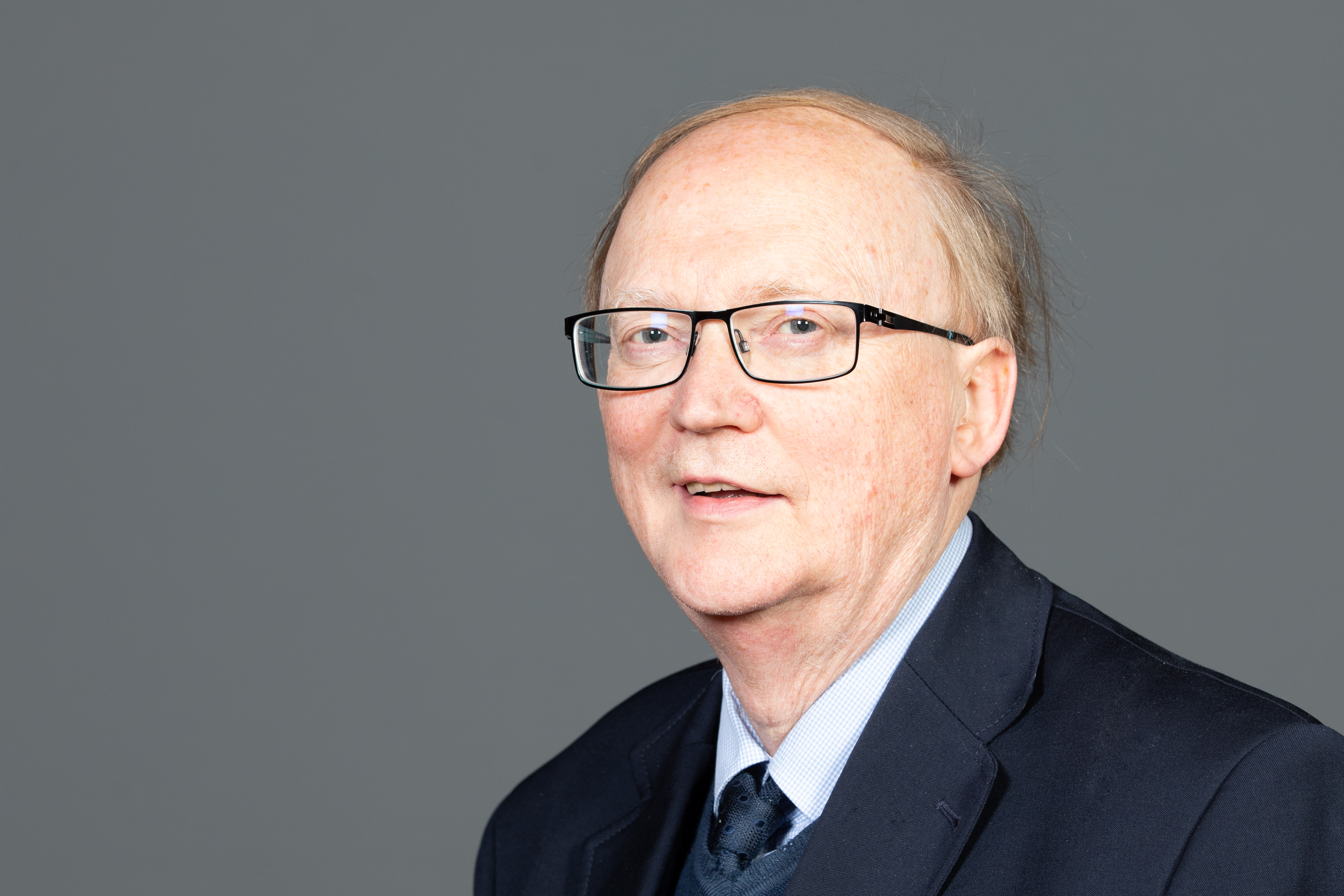
Kurt Duwe (2018)

Kurt C. Duwe (* 24. Januar 1951 in Hamburg) ist ein deutscher Ozeanograf und Politiker (EFP, FDP). Er war von 2011 bis 2020 Mitglied der Hamburgischen Bürgerschaft und von 2017 bis 2020 deren Vizepräsident.

## Leben
Duwe wuchs in Hamburg auf. Er wurde 1988 an der Universität Hamburg mit einer Arbeit über die „Modellierung der Brackwasserdynamik eines Tideästuars am Beispiel der Unterelbe“ promoviert. Duwe ist als Umweltberater für Gewässer- und Meeresschutz tätig.
Duwe engagierte sich zunächst in der Europäischen Föderalistischen Partei (EFP) und war ab 1987 deren Bundesvorsitzender. 1989 musste er zurücktreten, nachdem er Unterstützungsunterschriften zur Europawahl 1989 gefälscht hatte.
Nach dem Eintritt in die FDP im Jahr 2002 war er von 2009 bis 2011 stellvertretender Hamburger FDP-Landesvorsitzender. Duwe gehörte von Februar 2008 bis September 2011 der Bezirksversammlung Harburg an und war dort von 2009 bis 2011 Vorsitzender der FDP-Fraktion. Im Februar 2011 zog Duwe bei der Bürgerschaftswahl 2011 über die Landesliste in die 20. Bürgerschaft ein. Darin war er Fachsprecher für Stadtentwicklung, Umwelt und Verfassung. Ende September 2011 legte er sein Bezirksversammlungsmandat nieder, um sich auf die Arbeit als Bürgerschaftsabgeordneter zu konzentrieren.
Bei der Bürgerschaftswahl 2015 erhielt Duwe erneut über Personenstimmen ein Mandat und war somit ab März 2015 Mitglied der 21. Hamburgischen Bürgerschaft. Dort gehörte er dem Eingabenausschuss und dem Ausschuss für Verfassung, Geschäftsordnung und Wahlprüfung an. Am 8. November 2017 wählte ihn die Bürgerschaft als Nachfolger von Wieland Schinnenburg, der in den Deutschen Bundestag gewählt wurde, zu ihrem Vizepräsidenten.
Nachdem die FDP bei der Bürgerschaftswahl 2020 an der Fünfprozenthürde gescheitert war, schied er aus der Bürgerschaft aus.